# Cíclido de Dupin

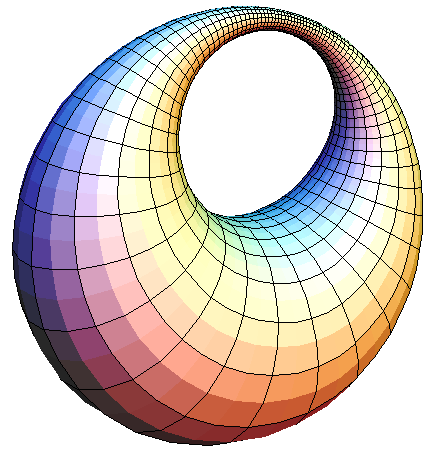
Un cíclido de Dupin

En matemáticas, un cíclido de Dupin es el resultado de aplicar una relación de inversión respecto a una esfera sobre un toro, cilindro o o cono. En particular, estos últimos son en sí mismos ejemplos de cíclidos de Dupin. Fueron descritos por primera vez por Charles Dupin (1784-1873) en su disertación de 1803 tutorada por Gaspard Monge. La propiedad clave de un cíclido de Dupin es que es una superficie de canal (envolvente de una familia de esferas de un parámetro) de dos maneras diferentes. Esta propiedad significa que los cíclidos de Dupin son objetos naturales en la geometría de la esfera de Lie.
Los cíclidos de Dupin a menudo se conocen simplemente como cíclidos, pero este último término también se usa para referirse a una clase más general de superficies cuárticas que son importantes en la teoría de la separación de variables para la ecuación de Laplace en tres dimensiones.
Fueron investigados no solo por Dupin, sino también por Arthur Cayley y por James Clerk Maxwell.
Hoy en día, se usan en diseño asistido por computadora (CAD), porque los sectores de cíclido tienen representaciones racionales y son adecuados para mezclar superficies de canales (cilindros, conos, toros y otros).

## Definiciones y propiedades
Hay varias definiciones equivalentes de los cíclidos de Dupin. En {\displaystyle \mathbb {R} ^{3}}, se pueden definir como las imágenes bajo cualquier inversión de toros, cilindros y conos dobles. Esto muestra que la clase de los cíclidos de Dupin es invariante en las transformaciones de Möbius (o conformes).
En el espacio complejo {\displaystyle \mathbb {C} ^{3}} estas tres últimas variedades se pueden hacer corresponder entre sí por inversión, por lo que los cíclidos de Dupin se pueden definir como inversiones del toro (o el cilindro, o el doble cono).
Como un toro estándar es la órbita de un punto bajo un subgrupo abeliano bidimensional del grupo de Möbius, se deduce que los cíclidos también lo son, y esto proporciona una segunda forma de definirlos.
Una tercera propiedad que caracteriza a los cíclidos de Dupin es que sus líneas de curvatura son todas circunferencias (en algunos casos, pasando a través del punto del infinito). De manera equivalente, las esferas de curvatura, que son las esferas tangentes a la superficie con radios iguales a los recíprocos de las curvaturas principales en el punto de tangencia, son constantes en las líneas de curvatura correspondientes: son las esferas tangentes que contienen las líneas de curvatura correspondientes como círculos máximos. Igualmente, de nuevo, ambas hojas de la superficie focal degeneran en cónicas. Se deduce que cualquier cíclido de Dupin es una superficie de canal (es decir, la envolvente de una familia de esferas de un parámetro) de dos maneras diferentes, y esto da otra caracterización.
La definición en términos de esferas muestra que la clase de los cíclidos de Dupin es invariante en el grupo más grande de todos las transformaciones de la esfera de Lie; cualquiera de los dos cíclidos de Dupin son Lie-equivalentes. Forman (en cierto sentido) la clase más simple de superficies invariantes de Lie después de las esferas, y por lo tanto son particularmente significativas en la geometría de la esfera de Lie.
La definición también significa que un cíclido de Dupin es la envolvente de la familia de esferas de un parámetro tangente a tres esferas dadas mutuamente tangentes. Se sigue que es tangente a infinitas configuraciones del sexteto de Soddy de esferas.

## Representación paramétrica e implícita

Ciclido de Dupin con evolutas (hipérbola y elipse focales) y esferas.

(CS): Un cíclido de Dupin puede representarse de dos maneras como la envolvente de un haz paramétrico de esferas, es decir, es una superficie de canal con dos directrices. El par de directrices consiste en una elipse y una hipérbola o dos parábolas. En el primer caso, se define el cíclido como elíptico, en el segundo caso como parabólico. En ambos casos, las cónicas están contenidas en dos planos mutuamente ortogonales. En casos extremos (si la elipse es un círculo) la hipérbola degenera en una recta y el cíclido pasa a ser un toro de revolución.
Otra propiedad especial de un cíclido es:
(CL): Cualquier línea de curvatura de un cíclido de Dupin es una circunferencia.

### Cíclidos elípticos
Un cíclido elíptico se puede representar de forma paramétrica mediante las siguientes fórmulas (s. Weblinks):
{\displaystyle x={\frac {d(c-a\cos u\cos v)+b^{2}\cos u}{a-c\cos u\cos v}}\ ,}
{\displaystyle y={\frac {b\sin u(a-d\cos v)}{a-c\cos u\cos v}}\ ,}
{\displaystyle z={\frac {b\sin v(c\cos u-d))}{a-c\cos u\cos v}}\ ,}
{\displaystyle 0\leq u,v<2\pi \ .}
Los números {\displaystyle a,b,c,d} cumplen las condiciones {\displaystyle a>b>0,c^{2}=a^{2}-b^{2},d\geq 0} y determinan la forma de la elipse {\displaystyle {\frac {x^{2}}{a^{2}}}+{\frac {y^{2}}{b^{2}}}=1,z=0} y la hipérbola {\displaystyle {\frac {x^{2}}{c^{2}}}-{\frac {z^{2}}{b^{2}}}=1,y=0}.
Para {\displaystyle u=const}, {\displaystyle v=const}, respectivamente, se obtienen las líneas de curvatura (circunferencias) de la superficie.
La representación implícita correspondiente es:
{\displaystyle (x^{2}+y^{2}+z^{2}+b^{2}-d^{2})^{2}-4(ax-cd)^{2}-4b^{2}y^{2}=0\ .}
En el caso de {\displaystyle a=b} se obtiene {\displaystyle c=0}, es decir, la elipse es un círculo y la hipérbola degenera en una recta. Los cíclidos correspondientes son toros de revolución.
| Cíclidos de Dupin elípticos con parámetros de diseño (a,b,c,d) | Cíclidos de Dupin elípticos con parámetros de diseño (a,b,c,d) | Cíclidos de Dupin elípticos con parámetros de diseño (a,b,c,d) | Cíclidos de Dupin elípticos con parámetros de diseño (a,b,c,d) | Cíclidos de Dupin elípticos con parámetros de diseño (a,b,c,d) | Cíclidos de Dupin elípticos con parámetros de diseño (a,b,c,d) |
| -------------------------------------------------------------- | -------------------------------------------------------------- | -------------------------------------------------------------- | -------------------------------------------------------------- | -------------------------------------------------------------- | -------------------------------------------------------------- |
| {\displaystyle d=0}                                            | {\displaystyle 0<d<c}                                          | {\displaystyle d=c}                                            | {\displaystyle c<d}                                            | {\displaystyle d=a}                                            | {\displaystyle a<d}                                            |
|                                                                |                                                                |                                                                |                                                                |                                                                |                                                                |
| Cíclido con cuernos simétrico                                  | Cíclido con cuernos                                            | Cíclido con cuernos                                            | Cíclido de anillo                                              | Cíclido de anillo                                              | Cíclido de huso                                                |

### Cíclidos parabólicos
Un cíclido parabólico puede ser generado mediante la siguiente representación paramétrica:
{\displaystyle x={\frac {p}{2}}\,{\frac {2v^{2}+k(1-u^{2}-v^{2})}{1+u^{2}+v^{2}}}\ ,}
{\displaystyle y=pu\,{\frac {v^{2}+k}{1+u^{2}+v^{2}}}\ ,}
{\displaystyle z=pv\,{\frac {1+u^{2}-k}{1+u^{2}+v^{2}}}\ ,}
{\displaystyle -\infty <u,v<\infty \ .}
El número {\displaystyle p} determina la forma de ambas parábolas: {\displaystyle y^{2}=p^{2}-2px,z=0} y {\displaystyle z^{2}=2px,y=0}.
Una representación implícita correspondiente es
{\displaystyle \left(x+\left({\frac {k}{2}}-1\right)p\right)\left(x^{2}+y^{2}+z^{2}-{\frac {k^{2}p^{2}}{4}}\right)+pz^{2}=0\ .}
| Cíclidos de Dupin parabólicos con parámetros de diseño (p=1, k) | Cíclidos de Dupin parabólicos con parámetros de diseño (p=1, k) | Cíclidos de Dupin parabólicos con parámetros de diseño (p=1, k) |
| --------------------------------------------------------------- | --------------------------------------------------------------- | --------------------------------------------------------------- |
| {\displaystyle k=0.5}                                           | {\displaystyle k=1}                                             | {\displaystyle k=1.5}                                           |
|                                                                 |                                                                 |                                                                 |
| Cíclido de anillo                                               | Cíclido con cuernos                                             | Cíclido con cuernos                                             |

Observación: al representar los círculos, aparecen espacios que son causados por la restricción necesaria de los parámetros {\displaystyle u,v}.

## Cíclidos de Dupin e inversiones geométricas

Cíclido de anillo generado por la inversión de un cilindro en una esfera (magenta)

Cíclido de anillo parabólico generado por la inversión de un cilindro que contiene el origen

Cíclido con cuernos generado por la inversión de un cono

Cíclido de anillo generado por la inversión de un toro

Una ventaja para analizar los cíclidos es la propiedad:
(I): Cualquier cíclido de Dupin es la imagen de un cilindro o un doble cono recto circular o un toro de revolución por una inversión (reflexión respecto a una esfera).
La inversión respecto a la esfera con la ecuación {\displaystyle x^{2}+y^{2}+z^{2}=R^{2}} se puede describir analíticamente mediante:
{\displaystyle (x,y,z)\rightarrow {\frac {R^{2}\cdot (x,y,z)}{x^{2}+y^{2}+z^{2}}}\ .}
Las propiedades más importantes de una inversión con respecto a una esfera son:
1. Las esferas y los círculos están aplicadas sobre los mismos objetos.
2. Los planos y líneas que contienen el origen (centro de inversión) se aplican sobre sí mismos.
3. Los planos y líneas que "no" contienen el origen se asignan en esferas o círculos que pasan el origen.
4. Una inversión es involutiva (idéntica a su propia aplicación inversa).
5. Una inversión conserva los ángulos.

Es posible generar superficies arbitrarias mediante una inversión. Las fórmulas anteriores dan en cualquier caso representaciones paramétricas o implícitas de la superficie imagen, si las superficies se dan de forma paramétrica o implícita. En caso de una superficie paramétrica se obtiene:
{\displaystyle (x(u,v),y(u,v),z(u,v))\rightarrow {\frac {R^{2}\cdot (x(u,v),y(u,v),z(u,v))}{x(u,v)^{2}+y(u,v)^{2}+z(u,v)^{2}}}\ .}
Pero solo en el caso de los cilindros y conos circulares rectos y los toros de revolución se obtiene un cíclido de Dupin y viceversa.

### Ejemplo de un cilindro
a) Debido a que las líneas que no contienen el origen se asignan mediante una inversión en una esfera (en la imagen: magenta) con círculos que contienen el origen, la imagen del cilindro es un cíclido de anillo con círculos que se tocan mutuamente en el origen. A medida que las imágenes de los segmentos de línea, que se muestran en la imagen, aparecen en los segmentos de círculo de línea como imágenes, las esferas que tocan el cilindro en el lado interno se distribuyen sobre un primer haz de esferas que generan el cíclido como superficie del canal. Las imágenes de los planos tangentes del cilindro se convierten en el segundo haz de esferas que toca el cíclido. Los últimos pasan por el origen.
b) El segundo ejemplo invierte un cilindro que contiene el origen. Las líneas que pasan por el origen se transforman en sí mismas. De ahí que la superficie sea ilimitada, y se genere un cíclido parabólico.

### Ejemplo de un cono
Las líneas que generan el cono se corresponden con círculos, que se intersecan en el origen y la imagen del vértice del cono. La imagen del cono es un cíclido de doble asta. La imagen muestra las imágenes de los segmentos de línea (del cono), que en realidad son segmentos de círculos.

### Ejemplo de un toro
Ambos haces de círculos en el toro (que se muestran en la imagen) están aplicados en los correspondientes haces de círculos en el cíclido. En el caso de un toro con auto-intersección, se obtendría un cíclido de huso.

## Separación de variables
Los cíclidos de Dupin son un caso especial de una noción más general de un cíclido, que es una extensión natural de la noción de una cuádrica. Mientras que una superficie cuadrática puede describirse como el conjunto de polinomios de segundo orden en coordenadas cartesianas (x1, x2, x3), un conjunto de ceros está dado por el conjunto cero de un polinomio de segundo orden en (x1, x2, x3, r2), donde
r2 = x12 + x22 + x32. Por lo tanto, es una superficie cuártica en coordenadas cartesianas, con una ecuación de la forma:
{\displaystyle Ar^{4}+\sum _{i=1}^{3}P_{i}x_{i}r^{2}+\sum _{i,j=1}^{3}Q_{ij}x_{i}x_{j}+\sum _{i=1}^{3}R_{i}x_{i}+B=0}
donde Q es una matriz de 3x3, P y R son vectores tridimensionales, y A y B son constantes.
Las familias de los cíclidos dan lugar a diversas geometrías de coordenadas ciclídicas.
En la disertación de 1891 de Maxime Bôcher, "Ueber die Reihenentwickelungen der Potentialtheorie", se demostró que la ecuación de Laplace con tres variables se puede resolver mediante la separación de variables en 17 geometrías de coordenadas cuadricídicas conformalmente distintas. Se pueden obtener muchas otras geometrías ciclídicas estudiando la separación R de las variables para la ecuación de Laplace.